# Chêne-Sec
Chêne-Sec är en kommun i departementet Jura i regionen Bourgogne-Franche-Comté i östra Frankrike. Kommunen ligger i kantonen Chaumergy som tillhör arrondissementet Lons-le-Saunier. År 2022 hade Chêne-Sec 39 invånare.

## Befolkningsutveckling
Antalet invånare i kommunen Chêne-Sec
Referens:INSEE